# Harlow Town Park
Harlow Town Park är en park i Storbritannien.   Den ligger i riksdelen England, i den sydöstra delen av landet, 30 km nordost om huvudstaden London. Harlow Town Park ligger 55 meter över havet.
Terrängen runt Harlow Town Park är platt. Runt Harlow Town Park är det tätbefolkat, med 369 invånare per kvadratkilometer. Närmaste större samhälle är Harlow, 0,95 km öster om Harlow Town Park. Runt Harlow Town Park är det i huvudsak tätbebyggt.